# Marie Hušková
Marie Hušková (* 2. prosince 1942) je česká matematička a matematická statistička. Dosáhla významných výsledků v asymptotických metodách matematické statistiky a change-point analysis.

## Biografie
V roce 1964 vystudovala na Karlově Univerzitě matematiku se zaměření na matematickou statistiku. V roce 1968 obhájila tamtéž kandidátskou práci, vedoucí práce byl prof. Jaroslav Hájek. Habilitovala v roce 1988 a profesorkou matematické statistiky byla jmenována roku 1997.
Dne 30. listopadu 2012 byla za dlouholetou spolupráci s nizozemskými vědci vyznamenána řádem důstojníka Řádu oranžsko-nasavského.